# Adygeisk
Adygeisk (russisch Адыге́йск, adygeisch Адыгэкъалэ) ist eine kreisfreie Stadt in der autonomen Republik Adygeja im Föderationskreis Südrussland. Sie hat 12.237 Einwohner (Stand 14. Oktober 2010).

## Geografie
Die Stadt liegt im Kaukasusvorland am Südufer des Krasnodarer Stausees, in unmittelbarer Nähe der Verwaltungsgrenze Adygejas zur Region Krasnodar. Die südöstlich gelegene Republikhauptstadt Maikop ist etwa 100 km von Adygeisk entfernt. Die nächstgelegenen Städte sind die Großstadt Krasnodar (22 km nordwestlich) und Gorjatschi Kljutsch (28 km südlich).

## Geschichte
Adygeisk entstand 1969 als Siedlung beim Bau des Krasnodarer Stausees. Hierher wurden die meisten Leute aus den 22 Ortschaften umgesiedelt, die bei der Stauung vollständig oder teilweise geflutet werden mussten. Da die meisten der Umgesiedelten Adygejer waren, wurde die neue Stadt Adygeisk („Adygeische Stadt“) benannt. Insgesamt wurden über 8000 Personen nach Adygeisk umgesiedelt.
1976 wurde Adygeisk als Stadt anerkannt und zu Ehren des adygeischen Nationaldichters Zug Teutschesch in Teutscheschsk (Теуче́жск) umbenannt. 1992 erhielt es seinen ursprünglichen Namen zurück.

### Bevölkerungsentwicklung
| Jahr | Einwohner |
| ---- | --------- |
| 1979 | 9.684     |
| 1989 | 12.548    |
| 2002 | 12.209    |
| 2010 | 12.237    |

Anmerkung: Volkszählungsdaten

## Wirtschaft und Infrastruktur
Die Wirtschaft der Stadt stützt sich vorwiegend auf Betriebe der Nahrungsmittelindustrie. Hierzu zählen eine Brotfabrik und eine Molkerei, die sich besonders auf die Herstellung des überregional bekannten „Adygeischen Käses“ aus Ziegenmilch spezialisiert hat. Die Umgebung der Stadt ist landwirtschaftlich geprägt. Ein beträchtlicher Teil der Bevölkerung von Adygeisk arbeitet im nahe gelegenen Krasnodar.
Durch die Stadt verläuft die Fernstraße M4, die in südliche Richtung bis an die Schwarzmeerküste und in nördliche Richtung an Krasnodar vorbei nach Rostow am Don führt. Acht Kilometer von der Stadt entfernt befindet sich ein Bahnhof der zu den RŽD gehörenden Nordkaukasischen Eisenbahn.

## Kultur und Bildung
Adygeisk hat ein Heimatmuseum, das 1994 eröffnet wurde, sowie drei Bibliotheken und insgesamt 14 verschiedene Bildungseinrichtungen. Zum kulturellen Angebot der Stadt gehören ferner das Zentrum der Adygeischen Volkskultur und die Moschee, die als wichtigstes Bauwerk der Stadt gilt.